# Lyckholm, Estland
Lyckholm (estniska: Saare, estlandssvenskt uttal: lickeshålm) är en by i Lääne-Nigula kommun i landskapet Läänemaa i västra Estland, 82 km sydväst om huvudstaden Tallinn och 9 km norr om länshuvudstaden Hapsal. Fram till kommunreformen i Estland 2017 tillhörde byn Nuckö kommun. Den hade 24 invånare år 2011.
Lyckholm ligger vid det uppgrundade sundet som förr skilde halvön Nuckö från fastlandet. Den ligger i det område som traditionellt har varit bebott av estlandssvenskar och även det svenska namnet på byn är officiellt. Såväl det estniska som det svenska ortnamnet anger att platsen tidigare varit en ö. Våtmarkerna omkring byn ingår i Silma naturskyddsområde. Norr om Lyckholm ligger Sutlepsjön, västerut ligger Birkas, österut ligger Salk på andra sidan kommungränsen till Lääne-Nigula och söderut ligger byn Skåtanäs vid Hapsalviken.
På 1700-talet lät den tysk-baltiska adelsfamiljen von Rosen uppföra en herrgård på platsen. Efter Sovjetunionens fall återköptes den fallfärdiga gården av en medlem i familjen von Rosen som bekostade upprustning av byggnaderna. År 1997 öppnade Lyckholms museum i det tidigare stallet. Av huvudbyggnaden fanns efter sovjettiden endast ytterväggarna och skorstenarna kvar, men den är nu återuppbyggd och kunde invigas 2001. I huvudbyggnaden finns ett besökscentrum för Silma naturskyddsområde och ett kafé som är öppet på sommaren.